# Kintetsu Minami-Osaka-lijn
De Kintetsu Minami-Osaka-lijn  (大阪線, Ōsaka-sen) is een spoorlijn tussen de steden Osaka en Kashihara in Japan. De lijn maakt deel uit van het netwerk van het particuliere spoorbedrijf Kintetsu in de regio Osaka-Kobe-Kioto.

## Geschiedenis
Het eerste gedeelte van de lijn werd geopend in 1898 door de Kayō Railway Co., Ltd. (河陽鉄道 Kayō Tetsudō) van Kashiwara naar Furuichi, maar in 1899 werd de lijn overgenomen door de Kanan Railway Co., Ltd. (河南鉄道 Kanan Railway) en hernoemde zichzelf tot de Osaka Railway Co., Ltd. (大阪鉄道 Osaka Tetsudō), in 1923 werd de lijn geëlektrificeerd met 1500 V gelijkstroom en doorgetrokken naar het centrum van Osaka, in 1929 werd de lijn verlengd naar Kashiharajingū-mae en sommige treinen reden door over Yoshino Railway Co., Ltd. (吉野鉄道 Yoshino Tetsudō), nu de Yoshino-lijn, de lijn het concurrentie van de Osaka-lijn, maar de Osaka Railway werd gefuseerd met de Kansai Kyūkō Electric Railway Co., Ltd. (関西急行鉄道 Kansai Kyūkō Tetsudō), de voorgangen van Kintetsu in 1943.

## Treindiensten
- Tokkyū (特急, intercity)
- Kaisoku Kyūkō (快速急行, intercity) rijdt alleen in de lente en stopt op dezelfde stations als de Tokkyū treinen.
- Kyūkō (急行, sneltrein)
- Kukan Kyūkō (区間急行, sneltrein)
- Junkyū (準急, sneltrein)
- Futsu (普通, stoptrein) stopt op elk station.

## Stations
| Station                   | Japans       | Verbindingen | Wijk                | Stad         | Prefectuur |
| ------------------------- | ------------ | --- | ------------------- | ------------ | ---------- |
| Osaka Abenobashi          | 大阪阿部野橋 | JR West: Osaka-ringlijn, Hanwa-lijn, Yamatoji-lijn (station Tennoji) Metro van Osaka: Tanimachi-lijn, Midosuji-lijn (station Tennoji) | Abeno-ku            | Osaka        | Osaka      |
| Koboreguchi               | 河堀口       | | Abeno-ku            | Osaka        | Osaka      |
| Kita-Tanabe               | 北田辺       | | Higashisumiyoshi-ku | Osaka        | Osaka      |
| Imagawa                   | 今川         | | Higashisumiyoshi-ku | Osaka        | Osaka      |
| Harinakano                | 針中野       | | Higashisumiyoshi-ku | Osaka        | Osaka      |
| Yata                      | 矢田         | | Higashisumiyoshi-ku | Osaka        | Osaka      |
| Kawachi-Amami             | 河内天美     | | Matsubara           | Matsubara    | Osaka      |
| Nunose                    | 布忍         | | Matsubara           | Matsubara    | Osaka      |
| Takaminosato              | 高見ノ里     | | Matsubara           | Matsubara    | Osaka      |
| Kawachi-Matsubara         | 河内松原     | | Matsubara           | Matsubara    | Osaka      |
| Eganoshō                  | 恵我ノ荘     | | Habikino            | Habikino     | Osaka      |
| Takawashi                 | 高鷲         | | Habikino            | Habikino     | Osaka      |
| Fujiidera                 | 藤井寺       | | Fujiidera           | Fujiidera    | Osaka      |
| Hajinosato                | 土師ノ里     | | Fujiidera           | Fujiidera    | Osaka      |
| Dōmyōji                   | 道明寺       | Kintetsu: Domyoji-lij | Fujiidera           | Fujiidera    | Osaka      |
| Furuichi                  | 古市         | Kintetsu: Nagano-lijn | Habikino            | Habikino     | Osaka      |
| Komagatani                | 駒ヶ谷       | | Habikino            | Habikino     | Osaka      |
| Kaminotaishi              | 上ノ太子     | | Habikino            | Habikino     | Osaka      |
| Nijōzan                   | 二上山       | | Kashiba             | Kashiba      | Nara       |
| Nijō-jinjaguchi           | 二上神社口   | | Katsuragi           | Katsuragi    | Nara       |
| Taimadera                 | 当麻寺       | | Katsuragi           | Katsuragi    | Nara       |
| Iwaki                     | 磐城         | | Katsuragi           | Katsuragi    | Nara       |
| Shakudo                   | 尺土         | Kintetsu: Gose-lijn | Katsuragi           | Katsuragi    | Nara       |
| Takadashi                 | 高田市       | | Yamatotakada        | Yamatotakada | Nara       |
| Ukiana                    | 浮孔         | | Yamatotakada        | Yamatotakada | Nara       |
| Bōjō                      | 坊城         | | Kashihara           | Kashihara    | Nara       |
| Kashiharajingū-nishiguchi | 橿原神宮西口 | | Kashihara           | Kashihara    | Nara       |
| Kashiharajingū-mae        | 橿原神宮前   | Kintetsu: Kashihara-lijn, Yoshino-lijn                                                                                                | Kashihara           | Kashihara    | Nara       |